# Franz Joseph Gießler

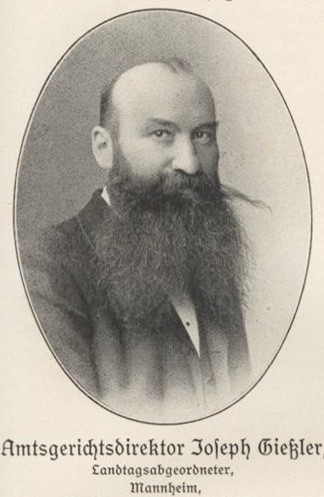
Franz Joseph Gießler

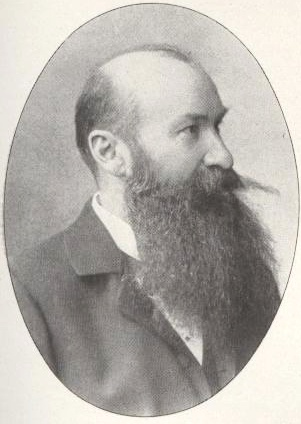
Franz Joseph Gießler

Franz Joseph Gießler (* 7. Oktober 1854 in Kürzell, Großherzogtum Baden; † 7. April 1923 in Lenzkirch) war ein deutscher Jurist und badischer Politiker.

## Leben und Wirken
Gießler studierte Rechtswissenschaften an der Universität Freiburg im Breisgau und trat 1874 in den badischen Justizdienst ein. Im Jahr 1875 wurde Gießler in die katholische Studentenverbindung KDStV Hercynia Freiburg im Breisgau aufgenommen. Er wurde 1884 Amtsrichter in Engen, ab 1894 in Mannheim, wo er 1900 zum Amtsgerichtsdirektor und Leiter des Gerichts avancierte. Ab 1915 wirkte Franz Joseph Gießler als Landgerichtsdirektor in Mosbach und trat 1920 in den Ruhestand. 
Daneben gehörte der Jurist zwischen 1893 und 1908 als  Zentrumsabgeordneter der Zweiten Kammer der Badischen Ständeversammlung (Badischer Landtag) an, amtierte als Mannheimer Stadtverordneter und war Mitglied im Reichsausschuss des Zentrums. 1909–1915 leitete er die Mannheimer Zentrumspartei als Vorsitzender. 
Franz Joseph Gießler war ein gläubiger Katholik, Aktivist auf mehreren Deutschen Katholikentagen (z. B. 1907 in Würzburg, 1909 in Breslau) und seit 1902 Mitglied im Zentralkomitee der Katholikenversammlungen Deutschlands. 1908–1915 gehörte er dem Reichsvorstand des Volksvereins für das katholische Deutschland an. Außerdem engagierte sich der Jurist karitativ und führte den Vorsitz der „Rettungsanstalt für verwahrloste kath. Mädchen“ in Mannheim-Käfertal; im „Bezirksverein für soziale Rechtspflege Mannheim“ gehörte er zu den tragenden Mitgliedern.
Der Journalist Rupert Gießler (1896–1980), NS-Opfer und Mitbegründer der Badischen Zeitung, war sein Sohn.